# 三本松町
三本松町（さんぼんまつちょう）は、香川県大川郡にあった町。現在の東かがわ市三本松。

## 歴史
- 1890年（明治23年）2月15日 - 町村制施行に伴い、大内郡三本松村が成立。
- 1898年（明治31年）2月11日 - 町制施行し、三本松町となる。
- 1899年（明治32年）4月1日 - 大川郡の所属となる。
- 1955年（昭和30年）3月15日 - 大川郡大内町と新設合併して大内町が発足。同日三本松町廃止。

## 出身人物
- 志度藤雄
- 保井コノ